# Don Stark
Pour les articles homonymes, voir Stark.
Donald "Don" Stark est un acteur américain né le 5 juillet 1954 à New York, New York (États-Unis).

## Filmographie
- 1973 : Outrage (TV) : Carl Dibble
- 1975 : Switchblade Sisters : Hook
- 1978 : Return Engagement (TV) : Waiter
- 1979 : Tilt : Gary Laswitz
- 1981 : Choices : Lance
- 1981 : Messe noire (Canada: French title: video title) (Evilspeak) : Bubba
- 1986 : Peggy Sue s'est mariée (Peggy Sue Got Married) : Doug Snell
- 1988 : Parle à mon psy, ma tête est malade (The Couch Trip) : Peterson
- 1988 : Under the Gun : Joey
- 1988 : Arthur 2 : Dans la dèche : Diner Customer
- 1988 : Feds (en) de Daniel Goldberg (en) : Willy
- 1963 : Hôpital central (General Hospital) (série télévisée) : Ripley (1988)
- 1989 : Appel au secours (A Cry for Help: The Tracey Thurman Story) de Robert Markowitz (TV) : l’agent Driscoll
- 1991 : 9 1/2 Ninjas! : Sledge
- 1991 : Liquid Dreams (en) Escort to Penthouse
- 1991 : The Man in the Family (série télévisée) : Cha Cha
- 1992 : Sinatra (TV)
- 1993 : Par acquit de conscience (Lightning in a Bottle) : Yard Messenger
- 1993 : The Baby Doll Murders : Eric Green
- 1993 : Elvis and the Colonel: The Untold Story (TV) : Dutch
- 1993 : Arcade (vidéo) : Finster
- 1993 : La Cité des monstres (Freaked) : Editor
- 1994 : Ring of Steel : Lt. Taylor
- 1994 : Désigné pour tuer (Night of the Running Man) : Rodney
- 1994 : Revenge of the Red Baron : Detective Lewis
- 1994 : Bloodfist V: Human Target : Agent Cory Blake
- 1994 : Les trois ninjas contre-attaquent (3 Ninjas Kick Back) : Umpire
- 1994 : Maverick : Gambler
- 1995 : Bombmeister
- 1995 : Les trois ninjas se révoltent (3 Ninjas Knuckle Up) : Sheriff
- 1995 : Dernières Heures à Denver (Things to Do in Denver When You're Dead) : Gus
- 1995 : Bless This House (série télévisée) : Lenny
- 1995 : Charlie Grace (série télévisée)
- 1996 : Le Monde de minus (Earth Minus Zero) : John Wayne "J.W."
- 1996 : Vengeance froide (Heaven's Prisoners) : Eddie Keats
- 1996 : Monsieur Papa... (Santa with Muscles) : Lenny
- 1996 : Star Trek : Premier Contact (Star Trek: First Contact) : Nicky the Nose
- 1997 : Murder Live! (TV) : Man in Yellow Shirt
- 1998 : Lettres à un tueur (Letters from a Killer) : Geary
- 1998 : American Dragons : Rocco
- 1998 à 2006 : That '70s Show (série télévisée) : Bob Pinciotti
- 1999 : California Myth : Marshall
- 1999 : Goosed : Dick
- 2001 : Slammed : Uncle Mack
- 2002 : The 4th Tenor : Tony
- 2004 : Le Roi de Las Vegas : Vincent
- 2006 : Stargate SG-1 : Sal  (S10E08)
- 2007 : Supernatural : Jay (S02E18)
- 2012 : John Carter : Dix
- 2013-2018 : Hit the Floor : Oscar Kincade
- 2017 :  Scorpion : Juge Max TALBERTSON (S04E11)
- 2023 : That '90s Show (série télévisée) : Bob Pinciotti (invité)